# The Messiah
The Messiah – pięćdziesiąty album studyjny Sizzli, jamajskiego wykonawcy muzyki reggae i dancehall.
Płyta została wydana 28 maja 2013 roku przez nowojorską wytwórnię VP Records. Mimo iż był to faktycznie jubileuszowy, pięćdziesiąty album studyjny muzyka, promowano go jako siedemdziesiąty (prawdopodobnie wliczono albumy koncertowe oraz niektóre kompilacje). Produkcją nagrań zajął się sam wokalista. Trzon akompaniującej mu grupy stanowili muzycy riddim bandu The Fire House Crew. 
15 czerwca 2013 roku album osiągnął 4. miejsce w cotygodniowym zestawieniu najlepszych albumów reggae magazynu Billboard (ogółem był notowany na liście przez 7 tygodni).
W roku 2014 krążek został nominowany do nagrody Grammy w kategorii najlepszy album reggae. Była to pierwsza nominacja do tej statuetki w karierze muzyka.

## Lista utworów
1. "Psalms 121"
2. "Look How Many Years"
3. "Center of Attraction"
4. "No Wicked Man"
5. "The Messiah"
6. "Chant Dem Down"
7. "Dem Nuh Business"
8. "Suffer So Much"
9. "Good Love"
10. "One Life"
11. "Children Bless"
12. "May Di Powerz"
13. "Need You Right Now"
14. "What A Joy"
15. "Better Come Out"

## Twórcy

### Muzycy
- Sizzla – wokal
- Mitchum "Khan" Chin – gitara
- Radcliffe "Dougie" Bryan – gitara
- Bertram "Ranchie" McLean – gitara
- Donald "Bassie" Dennis – gitara basowa
- Daniel "Axeman" Thompson – gitara basowa
- Sly Dunbar – perkusja
- Melbourne "George Dusty" Miller – perkusja
- Paul "Wrong Move" Crossdale – instrumenty klawiszowe
- Ansel Collins – instrumenty klawiszowe
- Heather Cummings – chórki
- Althea Hamilton – chórki
- Angel Shalome – chórki
- Karel Wisdom – chórki

### Personel
- Vychalle Singh – inżynier dźwięku
- Ernest Hoo-Kim – inżynier dźwięku
- Collin "Bulby" York – inżynier dźwięku, miks
- Jammy "Jam Two" James – inżynier dźwięku, miks
- Karim "DJ Karim Thompson – inżynier dźwięku, miks
- Richard "Breadback" Bramwell – inżynier dźwięku, miks
- Anthony "Soljie" Hamilton – miks
- Donald "Tixie" Dixon – miks
- Garfield McDonald – miks
- Deron James – projekt okładki
- Venancio Bravo – projekt okładki